# Ontherus appendiculatus
Ontherus appendiculatus là một loài bọ cánh cứng trong họ Bọ hung (Scarabaeidae).